# Pickeliana
Genre
Pickeliana est un genre d'opilions laniatores de la famille des Stygnidae.

## Distribution
Les espèces de ce genre sont endémiques du Brésil.

## Liste des espèces
Selon World Catalogue of Opiliones (05/10/2021) :
- Pickeliana albimaculata Hara & Pinto-da-Rocha, 2008
- Pickeliana capito (Soares & Soares, 1974)
- Pickeliana pickeli Mello-Leitão, 1932

## Publication originale
- Mello-Leitão, 1932 : « Opiliões do Brasil. » Revista do Museu Paulista, vol. 17, p. 1–505.